# Mégare
Pour les articles homonymes, voir Mégare (homonymie).

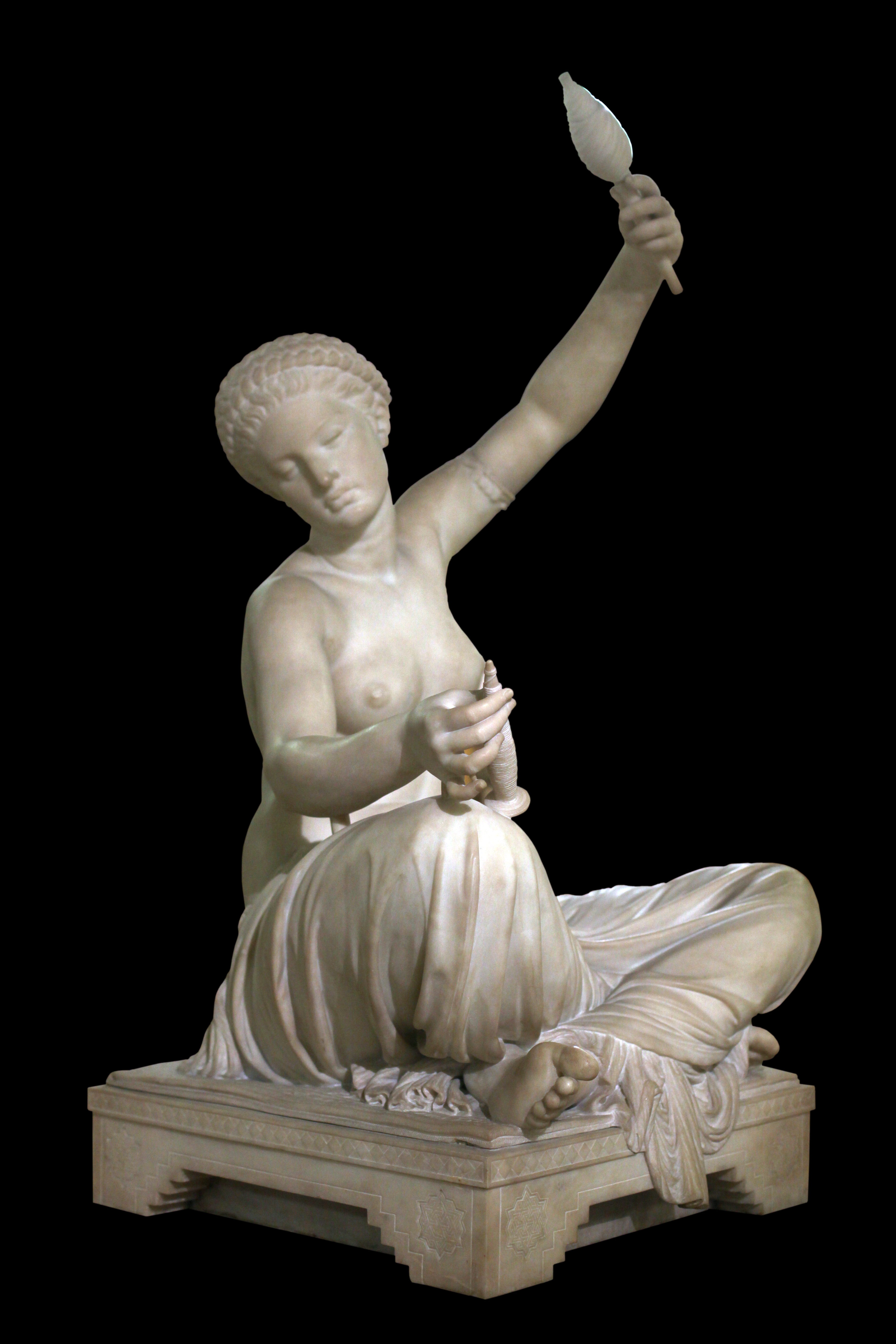
Jeune fille de Mégare de Ernest Barrias.

Mégare (en grec ancien τὰ Μέγαρα / tà Mégara) est une ville située à l'extrémité est de l'isthme de Corinthe, à mi-chemin entre Corinthe et Athènes. Son port était connu dans l’Antiquité sous le nom de Nisée (Νίσαια / Nísaia), d'après le roi éponyme légendaire Nisos. En 2011, sa population était de 23 456 habitants.

## Histoire

### Antiquité
Selon la tradition, la cité est peuplée par les Doriens après que ceux-ci ont été écartés d'Athènes par le sacrifice du roi Codros. Point de passage terrestre entre la Grèce centrale et le Péloponnèse, la cité acquiert rapidement de l'importance. Ses deux ports, Nisée sur le golfe Saronique et Pagae sur le golfe de Corinthe, en font un centre commercial de première importance. Entre 730 et 550 av. J.-C., elle connaît une activité coloniale considérable : elle fonde Astacos, Chalcédoine et Byzance sur le Bosphore ; Héraclée du Pont en Bithynie ; Megara Hyblaea en Sicile. Vers 630 av. J.-C., elle tombe sous la domination du tyran Théagène ; la tyrannie fut suivie d'une guerre civile et de luttes politiques dont l'écho se trouve dans les poèmes de Théognis. Elle perd ses territoires à l'ouest au profit de Corinthe, et Salamine au profit d'Athènes (570). Peu avant 500, elle rejoint la ligue du Péloponnèse et prend une part active aux guerres médiques. À la fin de ces guerres, les Mégariens, pris dans des litiges frontaliers avec Corinthe, quittent leurs alliés péloponnésiens et se placent sous la protection d'Athènes (460). Celle-ci envoie alors des troupes occuper Pagae, le port du golfe de Corinthe. Nisée est reliée à Mégare par des « longs murs », élevés entre 461 et 456. Après la défaite des Athéniens, battus par les Béotiens à la Bataille de Coronée (447 av. J.-C.), les Mégariens se révoltent et massacrent la garnison. En réponse, les Athéniens promulguent un décret les excluant de tous les ports et mouillages de l'empire athénien ; ce « décret mégarien » est l'une des causes de la guerre du Péloponnèse. Mégare souffre beaucoup de cette guerre mais n'est pas prise par Athènes, grâce à l'arrivée rapide du général spartiate Brasidas avec des troupes de secours (423 av. J.-C.) Celui-ci impose alors une oligarchie.
Au IVe siècle av. J.-C., Mégare reste en dehors des opérations de guerre, bien qu'elle s'allie à Athènes contre Philippe II de Macédoine. La cité est prise vers la fin de l’été 307 par Démétrios Poliorcète. En 265 av. J.-C., des mercenaires celtes se révoltent à Mégare. En 243, elle adhère à la Ligue achéenne, à l'instigation d'Aratos. Lors de la guerre démétriaque, elle tombe sous la domination macédonienne. À la mort de Démétrios II de Macédoine, en 229, Mégare rejoint à nouveau la Ligue achéenne. Quand Cléomène III de Sparte prend Corinthe, en 225, Mégare se trouve coupée de ses alliés ; avec le consentement d'Aratos, elle rejoint alors la Confédération béotienne, au sein de l'alliance macédonienne. Vers 206, Mégare retrouve les Achéens. Furieux, les Béotiens assiègent la ville, mais les troupes achéennes menées par Philopoemen les contraignent cependant à abandonner le terrain. En 146 av. J.-C., pendant la guerre d'Achaïe, Mégare est prise par le général romain Metellus.
Mégare est la patrie du poète Théognis et des philosophes Euclide, Philon et Stilpon. Elle est aussi un ancien évêché. Saint Jérôme, au IVe siècle, rapporte dans l'une de ses lettres le proverbe suivant sur les Mégariens : « Ils bâtissent comme s'ils devaient vivre éternellement, et ils vivent comme s'ils devaient mourir le lendemain ».

### Périodes ultérieures
Pour le Moyen Âge et la période moderne, l'histoire de Mégare est, à quelques détails près, la même que celle d'Athènes[C'est-à-dire ?].